# 新布熱斯科

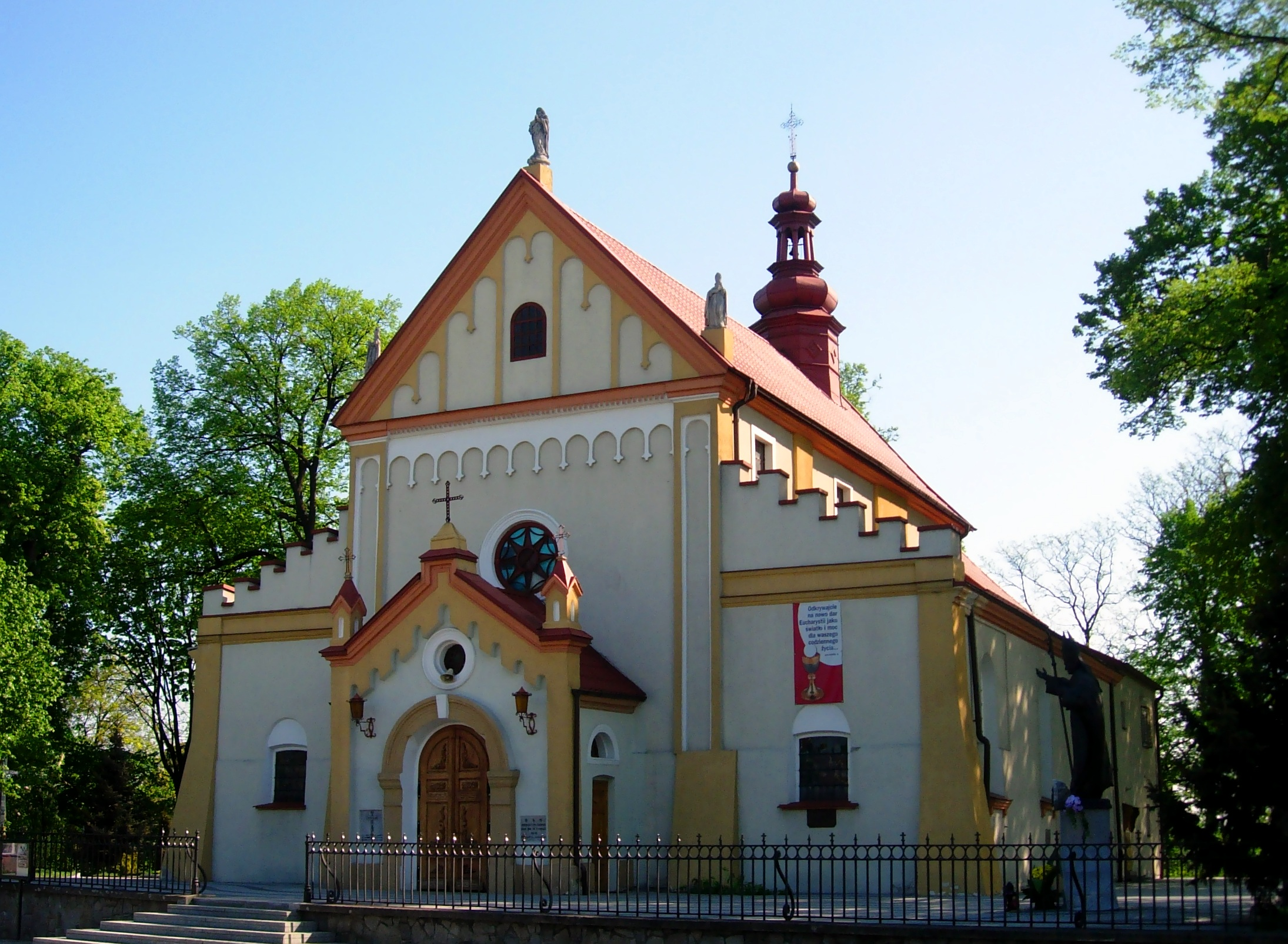

新布熱斯科是波蘭的城鎮，位於該國南部，距離首府克拉科夫33公里，由小波蘭省負責管轄，2006年人口約1,700。在瓜分波蘭中，該鎮在1795年被納入奧地利管治範圍。

## 外部連結
- Jewish Community in Nowe Brzesko （页面存档备份，存于） on Virtual Shtetl

50°8′14″N 20°23′5″E / 50.13722°N 20.38472°E